# Leioproctus rhodurus
Leioproctus rhodurus är en biart som beskrevs av Michener 1965. Leioproctus rhodurus ingår i släktet Leioproctus och familjen korttungebin. Inga underarter finns listade i Catalogue of Life.

## Bildgalleri

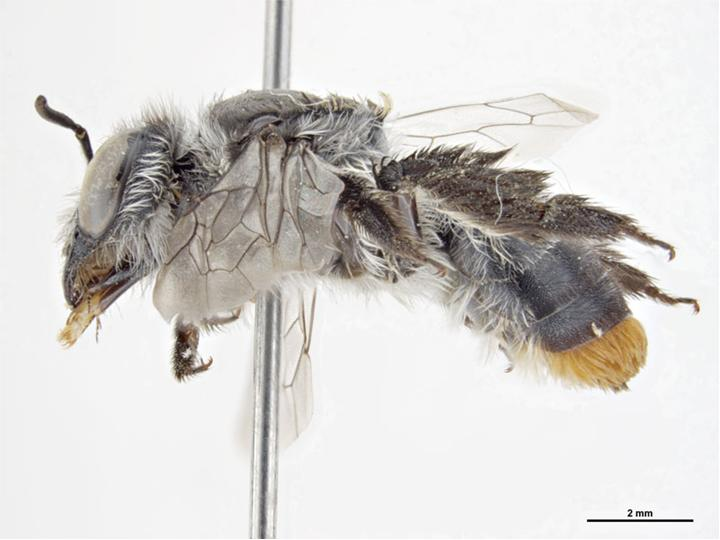
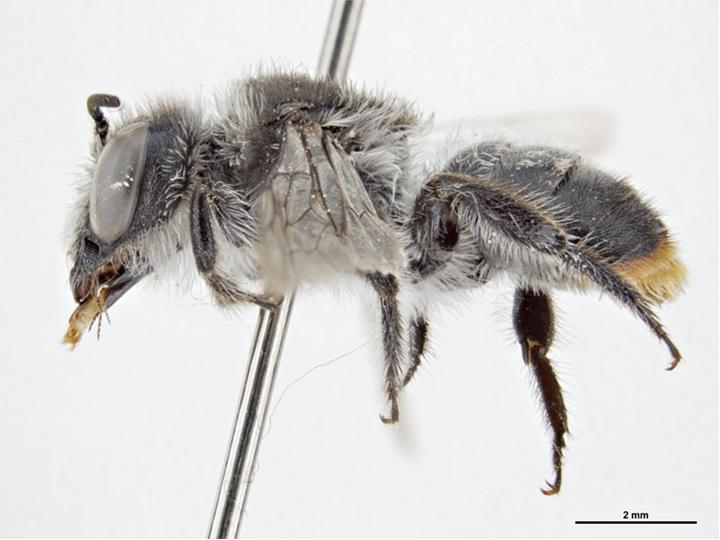